# Chaitophorus truncatus
Chaitophorus truncatus är en insektsart. Chaitophorus truncatus ingår i släktet Chaitophorus och familjen långrörsbladlöss. Inga underarter finns listade i Catalogue of Life.